# Pavel Bernik
Pavel Bernik, slovenski salezijanec, rimskokatoliški duhovnik in misijonar, * 11. januar 1917, Puštal, † 17. julij 2000, Dimapur, Indija.

## Življenjepis
Pavel Bernik se je rodil kot četrti otrok enajstčlanske družine očetu Francu in materi Luciji (rojena Hafner). Pet let je obiskoval klasično gimnazijo v Ljubljani, kjer so bili med njegovimi profesorji tudi Ivan Pregelj, Anton Sovre, Ivan Grafenauer in Mirko Rupel. Na misijonarski poklic je mislil že zelo zgodaj. V otroškem vrtcu so mu o zamorčkih govorile sestre uršulinke, kasneje je prebiral revije Zamorček, Katoliški misijon, Salezijanski vestnik, Glasnik Srca Jezusovega (Bengalski misijon). Odločilno pa je bilo srečanje z misijonarjem Kerecem.

### Delovanje v misijonih
Konec leta 1934 je odpotoval v Indijo, kjer je dokončal višje razrede gimnazije, filozofski in teološki študij. Leta 1944 je daroval novo mašo. V Indiji je preživel skoraj celih 66 let in vedno je ohranjal veliko ljubezen in spoštovanje do slovenske besede.
32 let je deloval v vzgojnih zavodih za mlade redovnike in po škofijskih semeniščih v južni in severni Indiji. Med drugo svetovno vojno so angleške oblasti mnogo duhovnikov zaprle v taborišča in izgnale. Kasnejša indijska oblast je tujim misijonarjem prepovedala vstop in več območij proglasila za »zaščitene«. Pavle si je že pod Angelži pridobil domovinsko pravico, zato je ob proglasitvi indijske ustave dobil tudi indijsko državljanstvo.
Na začetku petdesetih let je postal predstojnik bogoslovnega semenišča v Tirupatturju in nato v Shillongu, poučeval je klasične jezike in teologijo. Leta 1964 je prišel v Nagaland, kjer je zelo primanjkovalo duhovnikov in redovnikov. V 15 letih je tu nastala škofija, duhovnikov je bilo 65 (prej 3), redovnic 176 (prej 5), število vernikov pa se iz 1.500 dvignilo na 27.500. Misijonaril je tudi v Shillongu na Khasijskih hribih. V osemdesetih se je ponovno vrnil v Nagaland. 
Leta 1993 je bil za svoje zasluge imenovan za častnega občana občine Škofja Loka.